# 动副词
理论语言学中，动副词(英语：Converb；缩写：cvb)是一种非限定动词形式，用于表达副词性从句：如“当...时”“因为...”“在...之后”等概念。
英語中的例子：
- On being elected president, he moved with his family to the capital.（因为被选为总统，他和家人搬到了首都。）
- He walks the streets eating cakes.（他走在街上吃着糕点。）

动副词与动介词不同，它是有连动结构的语言的复合谓语中的动词。
动副词常见于突厥语系、蒙古语系(特别是蒙古语)和满-通古斯语系。

## 词源
“动副词”最早由芬兰语言学家古斯塔夫·约翰·兰司铁 (1903)研究蒙古语时提出，直到最近都被蒙古语系和突厥语系专家用以描述同时具有配位和从句附属结构的非限定动词。Nedjalkov & Nedjalkov (1987)首先发明了语言类型学通用的术语，并由Haspelmath & König (1995)继承。其他曾用于称呼动副词的术语包括状语分词、连词分词、动名词、动形词和动词性副词(Ylikoski 2003)。

## 描述
动副词句法上取决于另一动词的形式，不过不做它的论元。它可以是修饰语、状语，但不能只是简单小句的谓语或从句的论元。它不能依赖于如“命令”等谓语(Nedjalkov 1995: 97)。

### 语例
喀尔喀蒙古语：
хүн инээж эхэлмэгц зүрх анхандаа хүчтэй цохилж аажмаар цохилтын хэм нэг хэвэнд ордог байна.
hün inee-ž ehel-megc zürh anh-and-aa hüčtej cohil-ž aažmaar cohilt-yn hem neg hev-end or-dog baj-na.
人 笑-ž开始-megc心 首先-与格-反身物主 强烈 打击-ž缓慢 打击-属格 节奏 一种形式-与格 进入-习惯分词 成为-非过去时
“当一个人开始笑，一开始他的心脏会强烈跳动，渐渐地，心跳的节奏会转为呈现一种持续形式。”
动副词-megc标记在第一个动作开始或完成的同时，开始的第二个动作。这样，从属句可被视作时间状语。没有语料显示另一动词的论元结构必须藉由-megc出现，而且也没有办法在-megc-从句结构中实现句子的结束。因此，-megc在一般语言学意味上确实是个动副词。
不过，从蒙古语语文学的视角看(与Nedjalkov 1995 & Johanson 1995也颇为一致)，这句话里还有第二个动副词：-ž。在它第一次出现时，它由动介词ehel-“开始”修饰，这个动介词决定了被修饰动词必须有后缀。同一动词性后缀用在结束了一个独立的非限定从句的动词“打击”之后，时间上先于后面的从句，但没有以任何方式修饰它，这样它可被视作是状语。这样看来-ž标记状语是可能的：
Би … хүмүүсийн татгалзахыг тэвчиж чадахгүй гэж айж зарж эхэлсэн.
Bi … hümüüs-ijn tatgalza-h-yg tevči-ž čada-h-güj gež aj-ž zar-ž ehel-sen.
我 {} 人们-属格 犹豫-未来分词-宾格忍受-ž可以-未来分词-否定那恐惧-ž卖-ž开始-过去
“我开始了我的事业，在开始时害怕...我承受不了人们的踌躇。”
这样的“多功能性”很普遍。日语和韩语可以给出相似的例子，从句的定义也会引出更多问题。也有语言学家认为“动副词”这一术语范畴缩减为状语并不符合语言实际(e.g. Slater 2003: 229)。